# Concerto: One Night in Central Park
Concerto: One Night in Central Park é um álbum ao vivo de um concerto pop do cantor clássico italiano Andrea Bocelli realizado em novembro de 2011 no Central Park de Nova Iorque, EUA. No Brasil, esse álbum recebeu uma certificação de Disco de Ouro, pela mais de 15 mil cópias vendidas no país, comprovados pela ABPD.

## Resumo
O concerto foi patrocinado pela empresa alimentícia italiana Barilla em parceria com a Prefeitura de Nova Iorque, e gravado no Great Lawn do Central Park em 15 de setembro - um dia chuvoso. Nos bastidores, Bocelli revelou a emoção de gravar um álbum ao vivo em Nova Iorque, cidade que têm sido o principal destino de cantores de ópera na atualidade. O Prefeito, Michael Bloomberg, também confessou ter "satisfação em receber Bocelli para um concerto no Central Park". No palco, Bocelli foi acompanhado pela Orquestra Filarmônica de Nova Iorque, conduzida por Alan Gilbert, e também pelo Westminster Choir (de Nova Jérsei). Entre os artistas convidados estiveram Celine Dion, Tony Bennett, Bryn Terfel, Ana María Martínez e Pretty Yende; além dos instrumentistas Chris Botti, Andrea Griminelli e Nicola Benedetti.

## Faixas
| Faixas |                                                                 |                                                             |                                                      |         |  |
| N.º    | Título                                                          | Compositor(es)                                              | Retirado(a) de                                       | Duração |  |
| 1.     | "La Donna è Mobile"                                             | Verdi                                                       | Rigoletto                                            | 2:15    |  |
| 2.     | "Di quella pira"                                                | Verdi                                                       | Il Trovatore                                         | 2:15    |  |
| 3.     | "Ellens dritter Gesang (Central Park version)"                  | Franz Schubert                                              | Opus 52                                              | 4:44    |  |
| 4.     | "Vicino a te s'acqueta" (com Ana Maria Martinez)                | Umberto Giordano                                            | Andrea Chénier                                       | 16:24   |  |
| 5.     | "Au Fond du Temple Saint" (com Bryn Terfel)                     | Georges Bizet                                               | Les pêcheurs de perles                               | 5:55    |  |
| 6.     | "O Soave Fanciulla" (com Pretty Yende)                          | Giacomo Puccini                                             | La bohème                                            | 4:04    |  |
| 7.     | "Libiamo ne' lieti calici" (com Yende, Terfel e Martinez)       | Verdi                                                       | La traviata                                          | 3:08    |  |
| 8.     | "Amazing Grace"                                                 | John Newton                                                 | Olney Hymns                                          | 4:20    |  |
| 9.     | "New York, New York" (com Tony Bennett)                         | Fred Ebb, John Kander                                       | New York, New York                                   | 3:26    |  |
| 10.    | "The Prayer" (com Celine Dion)                                  | David Foster, Carole Bayer Sager, Alberto Testa, Tony Renis | Quest for Camelot                                    | 4:29    |  |
| 11.    | "More (Ti Guarderò nel Cuore)" (com Chris Botti e David Foster) | Riz Ortolani, Nino Oliviero                                 | Mondo cane                                           | 3:47    |  |
| 12.    | "Your Love (Once Upon a Time in the West)"                      | Ennio Morricone                                             | C'era una volta il West/Once Upon a Time in the West | 3:46    |  |
| 13.    | "Nel Blu, Dipinto di Blu (Volare)" (com David Foster)           | Domenico Modugno, Franco Migliacci                          | Eurovisão 1958                                       | 3:22    |  |
| 14.    | "Funiculì, Funiculà" (com Andrea Griminelli)                    | Luigi Denza, Peppino Turco                                  |                                                      | 2:35    |  |
| 15.    | "En Aranjuez con Tu Amor" (com Nicola Benedetti)                | Joaquín Rodrigo                                             | Concierto de Aranjuez                                | 3:33    |  |
| 16.    | "Time to Say Goodbye (Con te partirò)" (com Martinez)           | Francesco Sartori, Lucio Quarantotto                        |                                                      | 4:13    |  |
| 17.    | "Nessun Dorma"                                                  | Giacomo Puccini                                             | Turandot                                             | 4:07    |  |

### Vendas e certificações
| País          | Certificação | Vendas  |
| ------------- | ------------ | ------- |
| Brasil - ABPD | Ouro         | 15,000+ |